# Kotijärvi (Gällivare socken, Lappland, 743530-175980)
Kotijärvi är en sjö i Gällivare kommun i Lappland och ingår i Kalixälvens huvudavrinningsområde. Sjön har en area på 0,0438 kvadratkilometer och ligger 198 meter över havet. Kotijärvi ligger i Torne och Kalix älvsystem Natura 2000-område.

## Delavrinningsområde
Kotijärvi ingår i det delavrinningsområde (743732-175682) som SMHI kallar för Mynnar i Ängesån. Medelhöjden är 204 meter över havet och ytan är 22,35 kvadratkilometer. Det finns inga avrinningsområden uppströms utan avrinningsområdet är högsta punkten. Pikkujoki som avvattnar avrinningsområdet har biflödesordning 3, vilket innebär att vattnet flödar genom totalt 3 vattendrag innan det når havet efter 169 kilometer. Avrinningsområdet består mestadels av skog (51 procent) och sankmarker (41 procent). Avrinningsområdet har 0,39 kvadratkilometer vattenytor vilket ger det en sjöprocent på 1,7 procent.